# Claude Carrier
Pour les articles homonymes, voir Carrier (homonymie).
Claude Carrier, né le 9 juillet 1936 à Paris 14e et mort le 4 janvier 2025 au Chesnay, est un égyptologue français. 

## Biographie
Doctorant à l'École pratique des hautes études où le sujet de sa thèse est « Les types de subordination dans les Textes des sarcophages », il est membre du Groupe d'études méroïtiques de Paris et de la Mission archéologique française de Sedeinga (Soudan). En novembre 2000, il est lauréat de la Fondation Prince Louis de Polignac (Institut de France) pour la publication du Répertoire d'épigraphie méroïtique - Corpus des inscriptions publiées (Tomes I à III, Académie des inscriptions et belles-lettres).
Pour les besoins des chercheurs travaillant sur ordinateur, il a élaboré, avec Claude Rilly, Aminata Sackho-Autissier et Olivier Cabon, une famille de six polices de caractères, adaptées pour la transcription des signes méroïtiques, sur Macintosh et sur PC.

## Publications
- avec Jean Leclant, André Heyler, Catherine Berger-el-Naggar et Claude Rilly, Répertoire d'épigraphie méroïtique : Corpus des inscriptions publiées, Publication de l’Académie des inscriptions et belles-lettres, 2000, 2084 p.
- Claude Carrier, préface de Bernard Mathieu, Textes des Sarcophages du Moyen Empire Égyptien, Monaco/Paris, Éditions du Rocher, coll. « Champollion », 2 décembre 2004, 2732 p. (ISBN 2-268-05229-X)
- Papyrus du Livre des morts de l'Égypte ancienne, Paris, Cybèle
  - vol. I : Le Papyrus de Nouou (BM EA 10477). Traduction/translittération + reproduction du fac-similé, 2010, 765 p.  (ISBN 9782915840186)
  - vol. II : Le Papyrus d'Any (BM EA 10470). Traduction/translittération + reproduction du fac-similé, 2010, 311 p. Vers 1270 av. J.-C.  (ISBN 9782915840193)
  - vol. III : Le Papyrus de Nebseny (BM EA 9900). Traduction/translittération + reproduction du fac-similé, 2011, 620 p. Les chap. 89-192 du Livre des morts. Vers 1400 av. J.-C.  (ISBN 9782915840209)
  - vol. IV : Le papyrus de Iouefânk (Turin, cat. n° 1791). Traduction/translittération + reproduction du fac-similé', 2011, 190 p.  (ISBN 9782915840216)
- Le Livre des Morts de l'Égypte ancienne. Traduction et translittération, Cybèle, 2009, 879 p.  (ISBN 9782915840094)
- Textes des Pyramides de l'Égypte ancienne, Paris, Cybèle
  - t. I : Textes des Pyramides d'Ounas et de Téti, 2009, 466 p.  (ISBN 9782915840100)
  - t. II : Textes de la Pyramide de Pépi Ier, 2009, 740 p.  (ISBN 9782915840124)
  - t. III : Textes de la Pyramide de Pépi II, 2010, 674 p.  (ISBN 9782915840131)
  - t. IV : Textes des pyramides de Mérenré, d'Aba, de Neit, d'Ipout et d'Oudjebten, 2010, 906 p.  (ISBN 9782915840148)
  - t. V : Textes de tombes de particuliers antérieures à la XIXe dynastie et des XXVe-XVIIe dynasties, 2010, 976 p.  (ISBN 9782915840155)
  - t. VI : Annexes, 2009, 706 p.  (ISBN 9782915840117)
- Grands livres funéraires de l'Égypte pharaonique, Cybèle, 2009, 550 p. Traduction des Livre des deux chemins, Livre de l'Amdouat, Livre des portes, Livre des cavernes, Livre de la vache du ciel, Livre de la nuit, Livre du jour, Livre de parcourir l'éternité,  (ISBN 9782915840087)
- Le livre de l'Amdouat du Papyrus T. 71 de Leyde. Traduction/translittération + reproduction du fac-similé du Papyrus, Cybèle, 2011, 190 p.  (ISBN 9782915840285)
- Le Papyrus Bremner-Rhind (BM EA 10188), Cybèle
  - t. I : Les complaintes d'Isis et de Nephtys, 2014, 199 p.  (ISBN 9782355991639)
  - t. II : Le livre du renversement d'Apophis, 2015, 217 p.  (ISBN 9782355991813)
  - t. III : Le rituel de la présentation de Sokar et les noms d'Apophis, 2017, 153p.  (ISBN 9782355993121)